# ウーゴ・ネルボ
ウーゴ・マルティン・ネルボ（Hugo Martín Nervo, 1991年1月6日 - ）は、アルゼンチン・ブエノスアイレス州出身のサッカー選手。サントス・ラグナ所属。ポジションはディフェンダー。

## 経歴
リーグ初出場は2009年4月3日に行われた対CAサン・ロレンソ・デ・アルマグロ戦。試合は1-1で引き分けた。
セルヒオ・バティスタ監督によって2009年のトゥーロン国際大会出場メンバーに選ばれた。

## タイトル
アルセナル
- プリメーラ・ディビシオン : 2011-12C
- スーペルコパ・アルヘンティーナ : 2012
- コパ・アルヘンティーナ : 2012-13